# Klas Ingesson
Klas Ingesson est un footballeur puis entraîneur de football suédois, né le 20 août 1968 à Ödeshög et mort le 29 octobre 2014. Il évoluait au poste de milieu défensif du milieu des années 1980 au début des années 2000.

## Biographie
Formé au Ödeshögs IK, il fait ses débuts professionnels avec l'IFK Göteborg avec qui il est champion de Suède en 1987 et 1990. Il joue ensuite notamment au FC Malines, à l'AS Bari et au Bologne FC 1909. En 2000-2001 il rejoint l'Olympique de Marseille où les entraîneurs se succèdent (trois cette saison-là) et sauve lors de la dernière journée de championnat. Il termine sa carrière de joueur en 2001 à l'US Lecce.
Il compte 57 sélections pour treize buts inscrits en équipe de Suède avec laquelle il termine troisième de la Coupe du monde 1994. Il dispute également la Coupe du monde 1990 et le championnat d'Europe 1992 avec la sélection.
Il devient ensuite entraîneur de football, prenant en charge l'IF Elfsborg en 2013, après avoir entraîné les jeunes du club.
Il quitte son poste le 15 octobre 2014 à cause d'un cancer déclaré en 2010, puis meurt le 29 octobre 2014 des suites de sa maladie,,.

## Palmarès

### En Club
- Champion de Suède en 1987 et 1990 avec l'IFK Göteborg
- Vainqueur de la Coupe Intertoto en 1998 (titre partagé) avec le Bologne FC
- Finaliste de la Coupe de Belgique en 1991 et 1992 avec le FC Malines

### En équipe de Suède
- 57 sélections et 13 buts entre 1989 et 1998
- 3e de la Coupe du Monde en  1994
- Participation à la Coupe du Monde en 1990 (Premier Tour) et en 1994 (3e)
- Participation au Championnat d'Europe des Nations en 1992 (1/2 finaliste)